# Pandua
Pandua (également orthographié Pandooah) est une ville du  district de Hooghly, an Bengale-Occidental (Inde). Ville de quelque 25 000 habitants, à 70 km au nord-ouest de Calcutta elle fut, dans un lointain passé, le siège d'un petit royaume hindou. 

## Éléments d’histoire
Au XIIIe siècle Shah Shahid Safiuddin, neveu du sultan Feroz Shah, fondateur de la dynastie des Khaljî à Delhi, s'installe à Pandua à l'occasion de la cérémonie de circoncision de son fils. Pour le banquet préparé pour ses invités il a fait abattre une vache. Cela met fort en colère le roi hindou local, dont le nom est Pandu. L’abattage de bovins est interdit dans son royaume. Faisant saisir le bébé il l’offre en sacrifice à la déesse Kali. 
Shah Safiuddin se précipite à Delhi pour se plaindre auprès du sultan Firoz Shah qui envoie à Pandua une armée sous le commandement de Jaffar Khan Gazi. La bataille est longue (1290-1295) mais l’armée du sultan est victorieuse et le roi Pandu est battu. Cependant Shah Safiuddin y est mortellement blessé et meurt peu après. Il est enterré là même où il est tombé, durant la bataille. De cela il reste son Dargah (près de la Grand Trunk Road, à Pandua). Plus tard, une mosquée fut également construite.

## Démographie
Au recensement national indien de 2001 Pandua avait une population de 27 126 habitants : le rapport hommes-femmes est de 51 % pour 49 %. Pandua a un taux d'alphabétisation de 67 %, ce qui est nettement supérieur à la moyenne nationale de 59,5 %. L’alphabétisation masculine est de 72 %, et l'alphabétisation féminine de 62 %. Les Hindous forment 68 % de la population, et les musulmans, 32 %. Il s’y trouve également une minorité chrétienne.

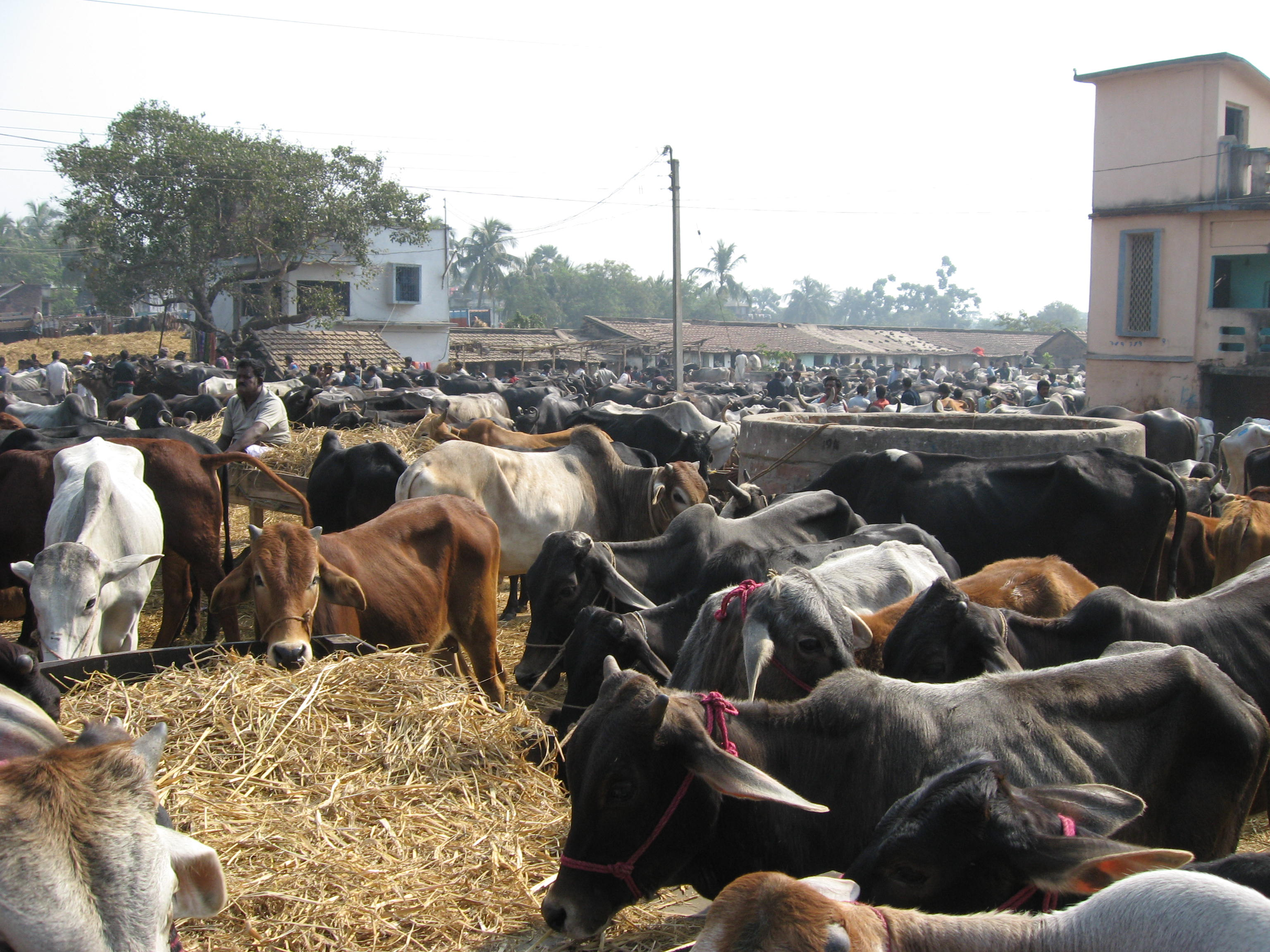
Marché aux bestiaux de Pandua

## Économie
Se trouvant sur une ancienne route de grand passage (la Grand Trunk Road), Pandua est devenu un lieu d’échanges commerciaux. L’agriculture y est florissante, parfois trois récoltes de riz par an.  De nombreux entrepôts réfrigérés permettent de stocker les produits agricoles. Pandua est d’également le centre d’une importante foire à bestiaux. 

## Communications
Pandua fait partie du réseau de chemin de fer suburbain de la ville de Calcutta. La gare de Pandua se trouve sur la ligne Howrah-Bardhaman (par Bandel), à 61 km de la gare de Howrah (Eastern Railways). 

## Patrimoine
- Des vestiges du palais royal de Pandu sont encore visibles.
- Un minaret (ou tour de victoire ?) du XIIIe siècle se dresse à une hauteur de 38 mètres, à proximité des ruines de la mosquée. Construit vers 1340 le minaret a cinq étages et est de structure légèrement conique. Le cadre de la porte d’entrée est fait de pierre sculptées qui semblent provenir d’un temple hindou.
- Les ruines d’une mosquée du début du XIVe siècle. Le long building de 70 mètres sur 12 mètres, à trois nefs a de nombreuses ouvertures  sur trois côtés. 63 petit dômes forment son toit. Ils reposent sur des arches en briques posées sur des colonnes de style hindou. L’étroit mihrab est surmonté d’un baldaquin de pierre.

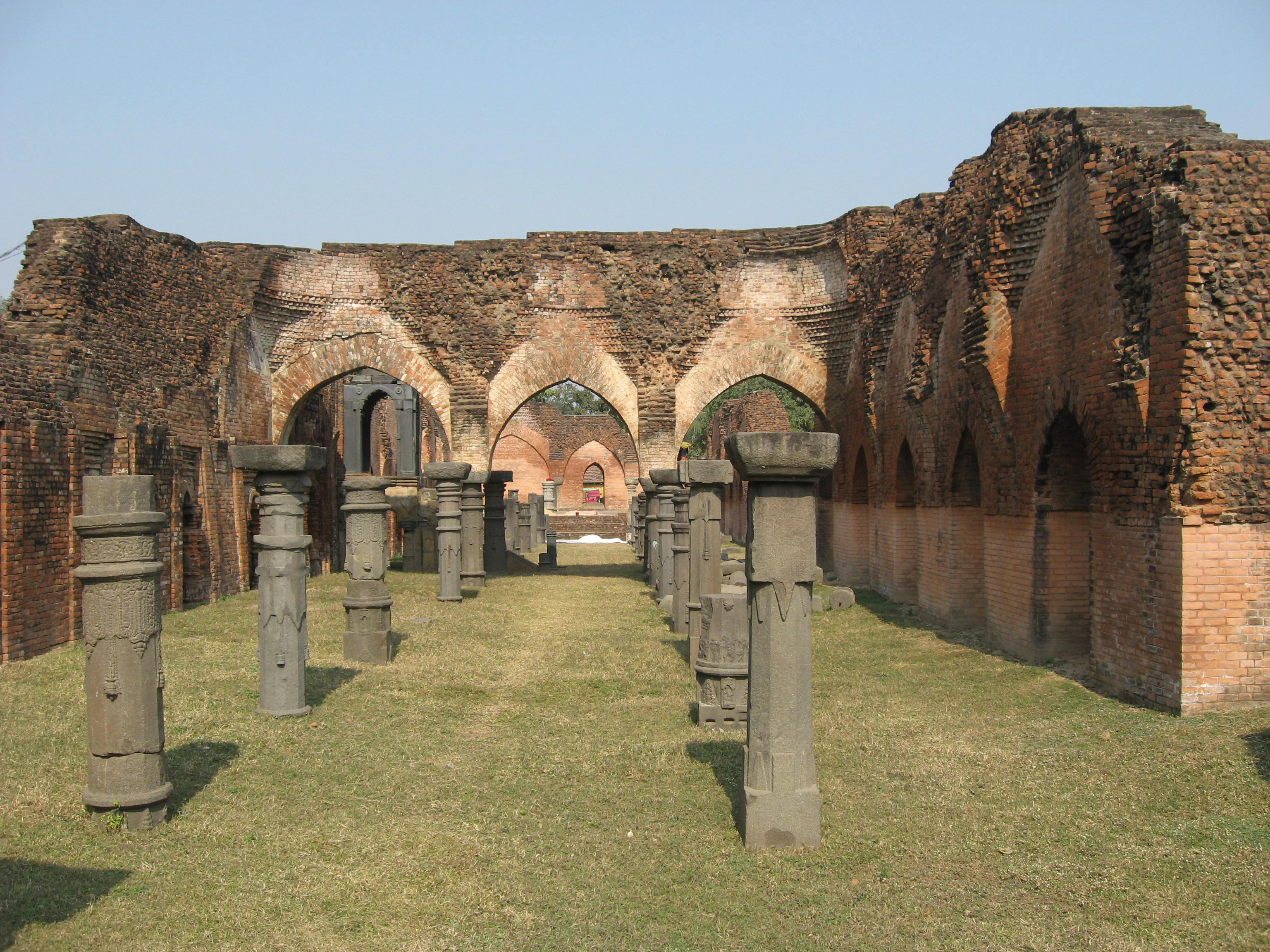
Vestiges de la mosquée du XIVe siècle